# Caprivi Oriental
Caprivi Oriental era un bantustan de l'antiga Namíbia. Forma una franja a la part més oriental del país, d'uns 450 km de longitud, entre Botswana (al sud), i Angola i Zàmbia (al nord). Tenia una extensió d'11.534 km² i una població de 16.000 habitants. La capital és Katima Mulilo.
La regió va rebre aquest nom en homenatge a Leo von Caprivi, canceller d'Alemanya, que negocià, el 1890, per a annexar-se el territori de l'Àfrica del Sud-oest Alemanya, aconseguint que Alemanya tingués accés al riu Zambezei aconseguint també l'illa de Heligoland, al mar del Nord; a canvi, renuncià a qualsevol reclamació sobre l'illa de Zanzíbar, a la costa de Tanzània.
Els lozi es dividien en dues comunitats: els subiya a l'est i els fwe a l'oest; aquestes foren les úniques dues comunitats oficialment reconegudes. Altres grups com els yeyi (també anomenats mayeyi) i els mayuni foren ignorats. Això provocà friccions i conflictes, les conseqüències dels quals encara s'hi mantenen. En aquesta regió, la majoria dels habitants parlen diferents idiomes, però la lingua franca és el lozi.
El març de 1972, d'acord amb les recomanacions de la comissió Odendaal, Sud-àfrica va crear l'embrió del bantustan sota el conseller en cap Josiah Moraliswane; el territori va ser dotat de complet autogovern el març de 1976. L'1 d'abril de 1976 fou rebatejat com Lozi (o Loziland). Moraliswane va deixar el lloc a Richard Muhinda el 21 de setembre de 1976, poc després d'arribar al complet autogovern. L'1 d'abril de 1981 Moraliswane va agafar la direcció del territori com a President del Comitè executiu que va conservar fins a l'1 de juliol de 1984 quan el govern va passar a l'administració del territori d'Àfrica del Sud-oest, que va designar quatre administradors successius, amb el títol nominal de president del cometé executiu (H. J. Becker interí fins al 29 d'agost de 1984, F. P. J. Visagie fins al 18 de març de 1986; I. J. van der Merwe fins al 19 d'agost de 1986; i A. G. Visser fin el maig del 1989. Llavors l'administració fou abolida i reintegrada a l'Àfrica del Sud-oest i el 1990 a Namíbia, on va formar la regió de Caprivi.

Bandera del CANU, partit que proposa la independència de Caprivi Oriental